# Сэр
Сэр (англ. sir ← старофр. sieur «господин, государь» ← лат. senior «старший») — почётное именование мужчины в англоязычном мире, имеющее два значения — титул и обращение. В русском языке ранее использовался также вариант сер.

## Титул
В Соединённом Королевстве — почётная приставка (префикс) к имени лиц, имеющих личное рыцарство, титул баронета либо членство в рыцарском ордене в ранге рыцаря. На английском пишется с большой буквы (Sir) и употребляется в сочетании с именем (без фамилии, например, Sir Paul, сэр Пол) или с полным именем (Sir Walter Scott, сэр Вальтер Скотт); неправильно употреблять только с фамилией (нельзя сказать Sir McCartney, сэр Маккартни). В англоязычных текстах (особенно в британских) слово сэр при именах рыцарей и баронетов употребляется достаточно последовательно (по крайней мере при первом упоминании в тексте). Женщина, имеющая рыцарский ранг в ордене или титул баронетессы в своём праве, именуется дама (Dame) с именем, но жена сэра именуется леди в сочетании с фамилией без имени (так, жена сэра Пола Маккартни — леди Маккартни).

## Обращение
В англоязычном мире вежливое обращение к мужчине, обычно к начальнику, старшему по званию (в полиции и пожарной охране), офицеру на комиссии (в вооружённых силах и парамилитарных формированиях), либо в случае, когда имя собеседника неизвестно (до XX века обычно только к джентльмену). Обычно со строчной буквы, sir: «да, сэр»; «здравствуйте, сэр» и подобное. Соответствующее обращение к женщине — мадам, madam (сокращённо — мэм, ma’am).
Также используются для обращения к детям пэров, которые используют почётные «титулы учтивости» в виде «лорд имя + фамилия».
У Александра Блока встречается оригинальная передача слова sir: Пора смириться, сӧр.